# Eugenio Federico de Wurtemberg
Eugenio Federico Enrique de Wurtemberg (en alemán: Eugen Friedrich Heinrich von Württemberg; Schwedt, 21 de noviembre de 1758-Meiningen, 20 de junio de 1822) fue un príncipe alemán. Era el hermano del futuro rey Federico I de Wurtemberg.

## Biografía
Eugenio Federico nació en Schwedt, en el Margraviato de Brandeburgo-Schwedt, tercer hijo del duque Federico II Eugenio de Wurtemberg (1732-1797), (hijo del duque Carlos I Alejandro de Wurtemberg y de la princesa María Augusta de Thurn y Taxis) y de su esposa, la margravina Federica de Brandeburgo-Schwedt (1736-1798), (hija del margrave Federico Guillermo de Brandeburgo-Schwedt y de la princesa Sofía Dorotea de Prusia).
Eugenio Federico fue educado por Johann Georg Schlosser, un hermano de Johann Wolfgang von Goethe. El príncipe ingresó temprano en el servicio de Prusia y estaba estacionado con su regimiento de húsares en la silesia Oels, en ese momento la residencia de los familiares de Eugenio Federico, que en aquel momento gobernaban el Ducado de Oels y cuyo último duque, Carlos Cristián Erdmann, dejó a Eugenio en su testamento la ciudad y el palacio de Carlsruhe como un bien que no podía ser vendido.
Desde 1795, Eugenio Federico fue gobernador de la fortaleza de Glogovia. En la guerra de la Cuarta Coalición, en la batalla de Jena, comandó como general de caballería de la reserva del ejército prusiano. El 18 de octubre de 1806 luchó en la batalla de Halle, donde fue derrotado por el mariscal Jean Bernadotte (que posteriormente se convirtió en el rey Carlos XIV Juan de Suecia).

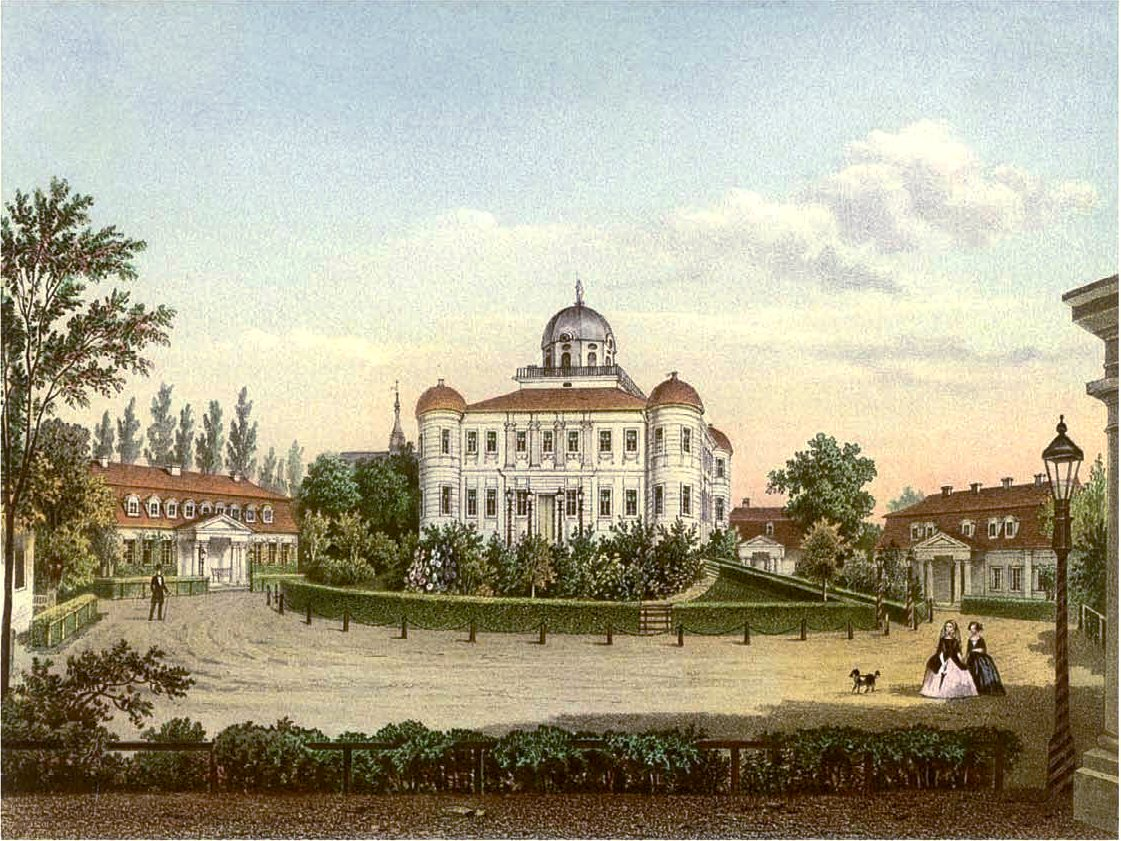
Castillo de Carlsruhe en 1860, colección Alexander Duncker.

Carlsruhe se convirtió en la residencia permanente de Eugenio Federico, que dotó con un teatro y una capilla. El duque era un gran mecenas del compositor Carl Maria von Weber, que en septiembre de 1806 fue designado como maestro de capilla en Carlsruhe. El hijo de Eugenio Federico se distinguió en la guerra de la Sexta Coalición, a partir de la cual el teatro cerró y Carl Maria von Weber también tuvo que ser despedido. En 1820, Eugenio Federico construyó las Casa de los caballeros en la plaza del palacio en Carlsruhe.
Desde 1820 hasta su muerte, Eugenio Federico fue miembro de la Primera Cámara de los Estados de Wurtemberg. Nunca apareció en persona a las reuniones, pero fue representado por el conde Carlos de Reischach.
Eugenio Federico era un miembro de la masonería y pertenecía a la logia de Brandeburgo Friedrich zur Beständigkeit (Resistencia a Federico).

## Matrimonio e hijos
El 21 de enero de 1787, en Meiningen, se casó con la princesa Luisa de Stolberg-Gedern, hija del príncipe Cristián Carlos de Stolberg-Gedern y de la condesa Leonor de Reuss-Lobenstein. Luisa era la viuda de Carlos Guillermo de Sajonia-Meiningen. Tuvieron los siguientes hijos:
1. Eugenio (18 de enero de 1788-16 de septiembre de 1857), se casó en 1817 con la princesa Matilde de Waldeck-Pyrmont, con descendencia; se casó en segundo lugar en 1827 con la princesa Elena de Hohenlohe-Langenburg, con descendencia.
2. Luisa (4 de junio de 1789-26 de junio de 1851), casada en 1811 con Federico Augusto Carlos de Hohenlohe-Öhringen, con descendencia.
3. Jorge Fernando (15 de junio de 1790-25 de diciembre de 1795).
4. Enrique (13 de diciembre de 1792-28 de noviembre de 1797).
5. Pablo Guillermo (25 de junio de 1797-25 de noviembre de 1860), se casó en 1827 con la princesa María Sofía de Thurn y Taxis, con descendencia.